# Race Performance
Race Performance (ou Race Performance AG) est une écurie suisse fondée en 2003 de sport automobile, engagée régulièrement dans les championnats organisés par l'Automobile Club de l'Ouest. L'écurie compte notamment cinq participations aux 24 Heures du Mans. Elle remporte la saison 2015-2016 du championnat Asian Le Mans Series.

## Historique
En 2015, l'écurie se consacre au championnat ADAC Formule 4.
L'année 2016 est marquée par le retour en endurance de l'écurie helvétique. Une Ligier JS P3 est engagée en European Le Mans Series dans la catégorie LMP3 et l'Oreca 03R se concentrera sur une nouvelle saison en Asian Le Mans Series.

## Résultats en compétition automobile

### Résultats aux24 Heures du Mans

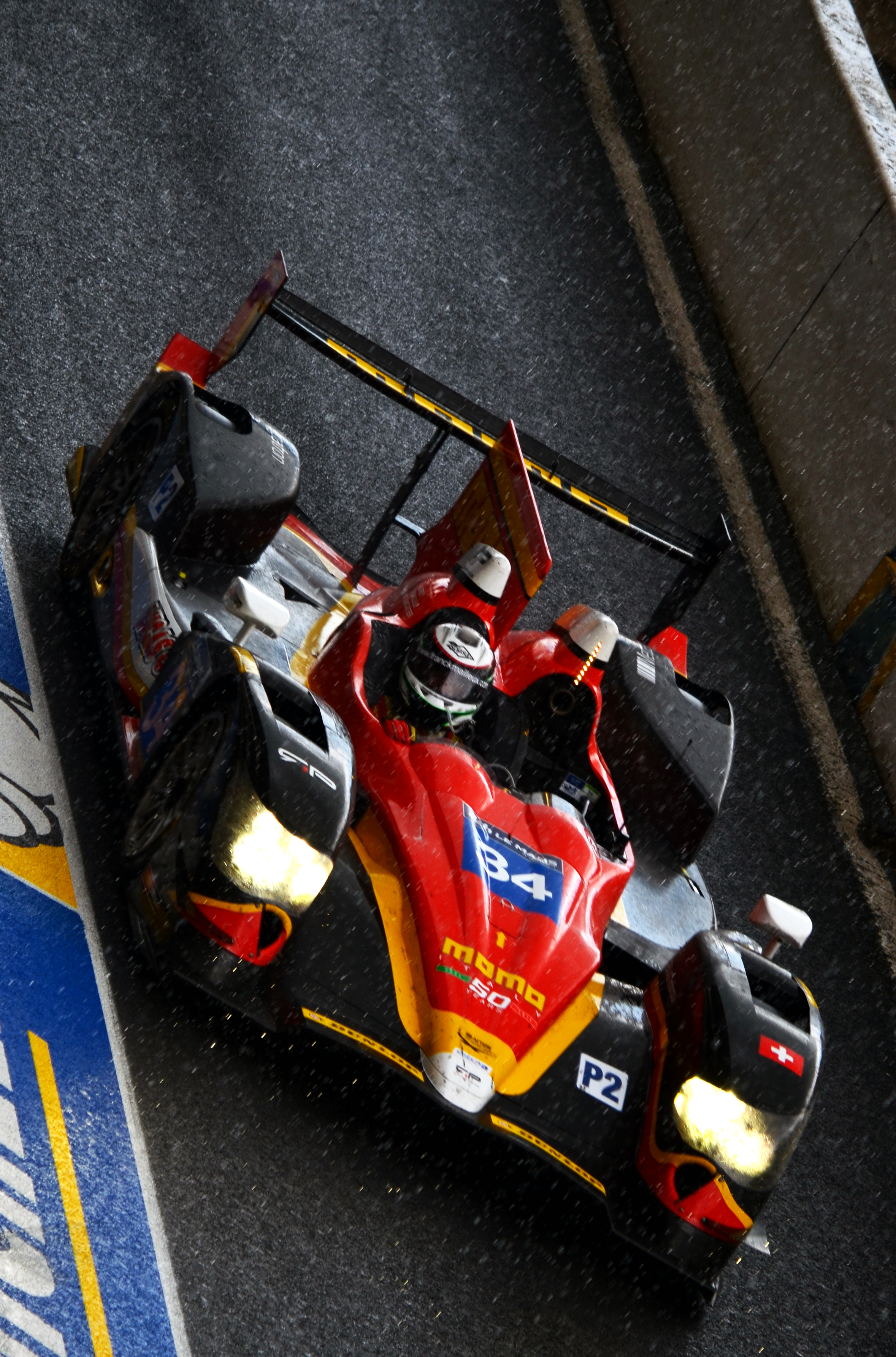
L'Oreca 03R dans la voie des stands, lors des 24 Heures du Mans 2014.

| Année | Classe | Pneus | Voiture          | Pilotes                                               | Tours | Pos. | Class Pos. |
| ----- | ------ | ----- | ---------------- | ----------------------------------------------------- | ----- | ---- | ---------- |
| 2010  | LMP2   | D     | Radical SR9-Judd | Pierre Bruneau Marc Rostan Ralph Meichtry             | 321   | 18e  | 6e         |
| 2011  | LMP2   | D     | Oreca 03-Judd    | Pierre Bruneau Marc Rostan Michel Frey                | 304   | 19e  | 6e         |
| 2012  | LMP2   | D     | Oreca 03-Judd    | Jonathan Hirschi Ralph Meichtry Michel Frey           | 320   | 26e  | 11e        |
| 2013  | LMP2   | D     | Oreca 03-Judd    | Pierre Bruneau Patric Niederhauser Jeroen Bleekemolen | 314   | 18e  | 9e         |
| 2014  | LMP2   | D     | Oreca 03R-Judd   | Franck Mailleux Michel Frey Jon Lancaster             | 342   | 13e  | 6e         |

## Palmarès
- Champion de l'Asian Le Mans Series 2015-2016